# Ginástica rítmica nos Jogos Pan-Americanos de 2023 - Bola
A prova da bola da ginástica rítmica nos Jogos Pan-Americanos de 2023 foi disputado em 1 e 3 de novembro de 2023 no Centro de Esportes Coletivos, localizado no cluster do Estádio Nacional. Um total de 18 ginastas de 11 Comitês Olímpicos Nacionais (CON) participaram da competição.

## Calendário
Horário local (UTC−3).
| Data          | Hora  | Fase         |
| ------------- | ----- | ------------ |
| 1 de novembro | 16:00 | Qualificação |
| 3 de novembro | 11:50 | Final        |

## Medalhistas
| Ouro   | BRA Bárbara Domingos |
| Prata  | BRA Geovanna Santos  |
| Bronze | USA Evita Griskenas  |

## Resultados

### Qualificação
As oito melhores ginastas na qualificatória se classificam para a final. Apenas duas ginastas por CON poderiam se classificar.
| Pos. | Ginasta                     | Nota E | Nota A | Nota D | Pen. | Total  | Notas |
| ---- | --------------------------- | ------ | ------ | ------ | ---- | ------ | ----- |
| 1    | BRA Bárbara Domingos        | 8.050  | 7.950  | 17.2   |      | 33.200 | Q     |
| 2    | USA Evita Griskenas         | 7.850  | 8.100  | 16.0   |      | 31.950 | Q     |
| 3    | MEX Marina Malpica          | 7.750  | 8.000  | 16.1   |      | 31.850 | Q     |
| 4    | BRA Geovanna Santos         | 7.800  | 7.650  | 15.4   |      | 30.850 | Q     |
| 5    | USA Lili Mizuno             | 7.850  | 7.750  | 15.2   |      | 30.800 | Q     |
| 6    | BRA Maria Eduarda Alexandre | 7.300  | 7.750  | 15.7   |      | 30.750 |       |
| 7    | ARG Celeste D'Arcángelo     | 7.650  | 7.800  | 14.1   | 0.10 | 29.450 | Q     |
| 8    | CAN Tatiana Cocsanova       | 7.400  | 7.550  | 13.9   |      | 28.850 | Q     |
| 9    | COL Lina Dussan             | 7.650  | 7.100  | 13.4   |      | 28.150 | Q     |
| 10   | CAN Carmel Kallemaa         | 7.250  | 7.500  | 13.2   |      | 27.950 | R1    |
| 11   | COL Oriana Viñas            | 7.150  | 7.150  | 12.9   |      | 27.200 | R2    |
| 12   | CHI Javiera Rubilar         | 6.800  | 7.000  | 12.9   |      | 26.700 | R3    |
| 13   | MEX Ledia Juárez            | 6.750  | 7.200  | 12.1   |      | 26.050 |       |
| 14   | VEN Sophia Fernández        | 6.850  | 6.800  | 11.5   |      | 25.150 |       |
| 15   | ARG Martina Gil             | 6.050  | 6.700  | 12.2   |      | 24.950 |       |
| 16   | PER Sofía Lay               | 6.400  | 6.550  | 11.6   |      | 24.550 |       |
| 17   | CUB Gretel Mendoza          | 6.350  | 6.800  | 11.2   |      | 24.350 |       |
| 18   | CRC Gloriana Sánchez        | 6.100  | 6.400  | 9.3    |      | 21.800 |       |

### Final
As ginastas realizaram uma única rotina, com as melhores pontuações definindo as medalhistas.
| Pos.              | Ginasta                 | Nota E | Nota A | Nota D | Pen. | Total  |
| ----------------- | ----------------------- | ------ | ------ | ------ | ---- | ------ |
| Medalha de ouro   | BRA Bárbara Domingos    | 8.050  | 8.050  | 16.9   |      | 33.000 |
| Medalha de prata  | BRA Geovanna Santos     | 7.850  | 8.000  | 15.8   |      | 31.650 |
| Medalha de bronze | USA Evita Griskenas     | 7.800  | 8.000  | 15.7   |      | 31.500 |
| 4                 | MEX Marina Malpica      | 8.100  | 7.850  | 15.3   |      | 31.250 |
| 5                 | USA Lili Mizuno         | 7.650  | 7.550  | 14.8   |      | 30.000 |
| 6                 | ARG Celeste D'Arcángelo | 7.950  | 7.550  | 13.8   | 0.15 | 29.150 |
| 7                 | CAN Tatiana Cocsanova   | 7.500  | 7.400  | 13.2   |      | 28.100 |
| 8                 | COL Lina Dussan         | 7.550  | 7.350  | 12.6   |      | 27.500 |